# ليكسينغتون (جورجيا)
ليكسينغتون (بالإنجليزية: Lexington, Georgia)‏ هي مدينة تقع في مقاطعة أوغليثورب، جورجيا بولاية جورجيا في الولايات المتحدة. تبلغ مساحة هذه المدينة 1.4 (كم²)، وترتفع عن سطح البحر 214 م، بلغ عدد سكانها 239 نسمة في عام 2010 حسب إحصاء مكتب تعداد الولايات المتحدة.

## أعلام
- جورج روكينجهام غيلمر
- كليفورد كليفلاند بروكس
- جويل أبوت
- ديفيد جاكسون بيلي

## وصلات خارجية
- Cities & Counties - Georgia.gov